# Bawcomville
Bawcomville est une census-designated place de la paroisse d'Ouachita, en Louisiane, aux États-Unis. 